# گیدو پیوونه
گیدو پیوونه (۲۷ ژوئیه ۱۹۰۷–۱۲ نوامبر ۱۹۷۴) نویسنده و روزنامه‌نگار ایتالیایی بود.

## زندگی‌نامه
پیوونه در ویچنزا در خانواده‌ای اصیل متولد شد و در میلان در رشته فلسفه فارغ‌التحصیل شد و سپس خود را وقف روزنامه‌نگاری کرد و به ویژه با کوریره دلا سرا، لا استامپا و ایل تمپو همکاری کرد. او با جنبش کمونیست ایتالیا در مقاومت ضدفاشیست شرکت کرد. طبق گفته دختر فلیسه شیلانتی، وی اساسنامه انجمن جوانان جنبش را نوشت.
رمان سال ۱۹۷۰ او تحت عنوان ستاره‌های سرد برنده جایزه استرگا شد. در سال ۱۹۷۴ وی با ایندرو مونتانلی روزنامه ایل جورناله را بنیان گذاشت.